# Fanservice
Il Fanservice (ファンサービス?, fan sābisu) o Fan service, traducibile come "servizio ai fan", è un termine gergale usato per indicare l'attenzione prestata da parte della produzione circa particolari marginali o gratuiti che non hanno un peso reale sulla trama, ma sono presenti solo per soddisfare le richieste di un certo tipo di pubblico. Nonostante questo termine sia nato tra i fandom di anime e manga, oggi viene ampiamente utilizzato anche per altri tipi di media.
Il fanservice comprende anche camei, omaggi, citazioni e guest star.

## Tipi
Il fanservice si può presentare sotto molte forme, accomunate dalla loro presenza non fondamentale ai fini della narrazione e riassumibili principalmente in tre categorie:
- sesso: rappresentazioni più o meno suggerite o esplicite di nudità e rapporti fisici e sentimentali fra i personaggi.
- violenza: scene con un surplus di violenza o con la narrazione esplicita dei suoi effetti.
- tecnicismo: maniacale esattezza nella conoscenza, descrizione e rappresentazione di personaggi, eventi ed oggetti.

### Sessuale

#### Per gli uomini

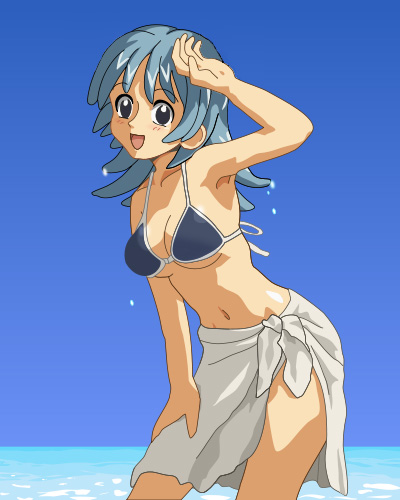
Personaggi in costume da bagno possono rientrare nelle forme di fan service

Il tipo di fan service sessuale per gli uomini è esplicito: si tratta di solito di scene di nudo suggerito, parziale o totale, inserite tra una vignetta e l'altra. Alcuni esempi sono i manga di Masakazu Katsura e di Mitsuru Adachi. Un tipo di fan service assimilabile a quello sessuale è quello che, sfruttando il feticismo per le donne in costume, offre donne vestite in modo particolare: da infermierine, in kimono discinti, con la marinaretta o da animale (classica la donna gatto).

#### Per le donne
Il fan service sessuale per le donne è di solito di tipo più sottile, e si limita anche solo a presentare un certo stereotipo di uomo, senza bisogno di mostrare nudità (un classico fan service degli shōjo è presentare una storia con una ragazza circondata da un gruppo di uomini bellissimi, ognuno dei quali incarna uno di questi stereotipi). Un altro esempio di fan service è quello di dare dei suggerimenti su una possibile relazione omosessuale tra i personaggi (senza però fare diventare la serie un fumetto yaoi); le CLAMP sono un chiaro esempio di fan service femminile, con il loro tessere le relazioni tra i personaggi in maniera volontariamente ambigua lasciando via libera alle speculazioni dei fan.

### Tecnico
Il fan service tecnico è quel fan service che indugia sui particolari, appunto, tecnici dei meccanismi presenti in una storia. Alcuni esempi sono Gunsmith Cats e Full Metal Panic, con la precisione maniacale delle armi, Last Exile, a proposito dei meccanismi di costruzione e funzionamento delle navi volanti e delle vanship presentate nella serie, e Patlabor, che rappresenta in maniera estremamente realistica i meccanismi dei robot guidati dai protagonisti.

## Autocritica
Il fenomeno del fan service è ormai così diffuso, specie nell'ambito anime e manga, da essere diventato ormai una sorta di "luogo comune" di questo tipo di produzioni, e pertanto è diventato in certi casi esso stesso oggetto di critica e satira all'interno di opere di questo tipo.
Un esempio lo si può ritrovare nella serie comico-grottesca Excel Saga, in cui l'episodio 8 (opportunamente chiamato Settimana per aumentare l'audience), ambientato in una piscina, non è altro che un lungo accumulo di fan service di ogni tipo, volutamente esagerati in numero e stile (arrivando al punto da oscurare tutti i personaggi maschili per lasciare campo solo alle ragazze).
Un esempio legato invece al fan service "tecnico", anche se più blando, lo si può ritrovare in un episodio dell'anime Abenobashi, in cui il giovane protagonista Sasshi, trovandosi in un mondo simile ai romanzi hard boiled, non trova di meglio che dimostrare le sue conoscenze elencando in dettaglio caratteristiche di pistole e altre armi.